# 四月の風
「四月の風」（しがつのかぜ）は、日本のガールズバンドSILENT SIRENの楽曲。2019年4月26日にユニバーサルミュージック内のレーベルEMI Recordsより配信リリースされた。

## 概要
- 本楽曲は、翌年発売のSILENT SIRENのmix10thに収録される[1]。

- 同曲はテレビ東京 ドラマ25 バーチャルYouTuberドラマ『四月一日さん家の』エンディングテーマとなった[2][3][4][5][6][7][8][9]。

## 収録曲と規格
- 四月の風
  - 作詞:すぅ 作編曲:クボナオキ